# Mungo Jerry

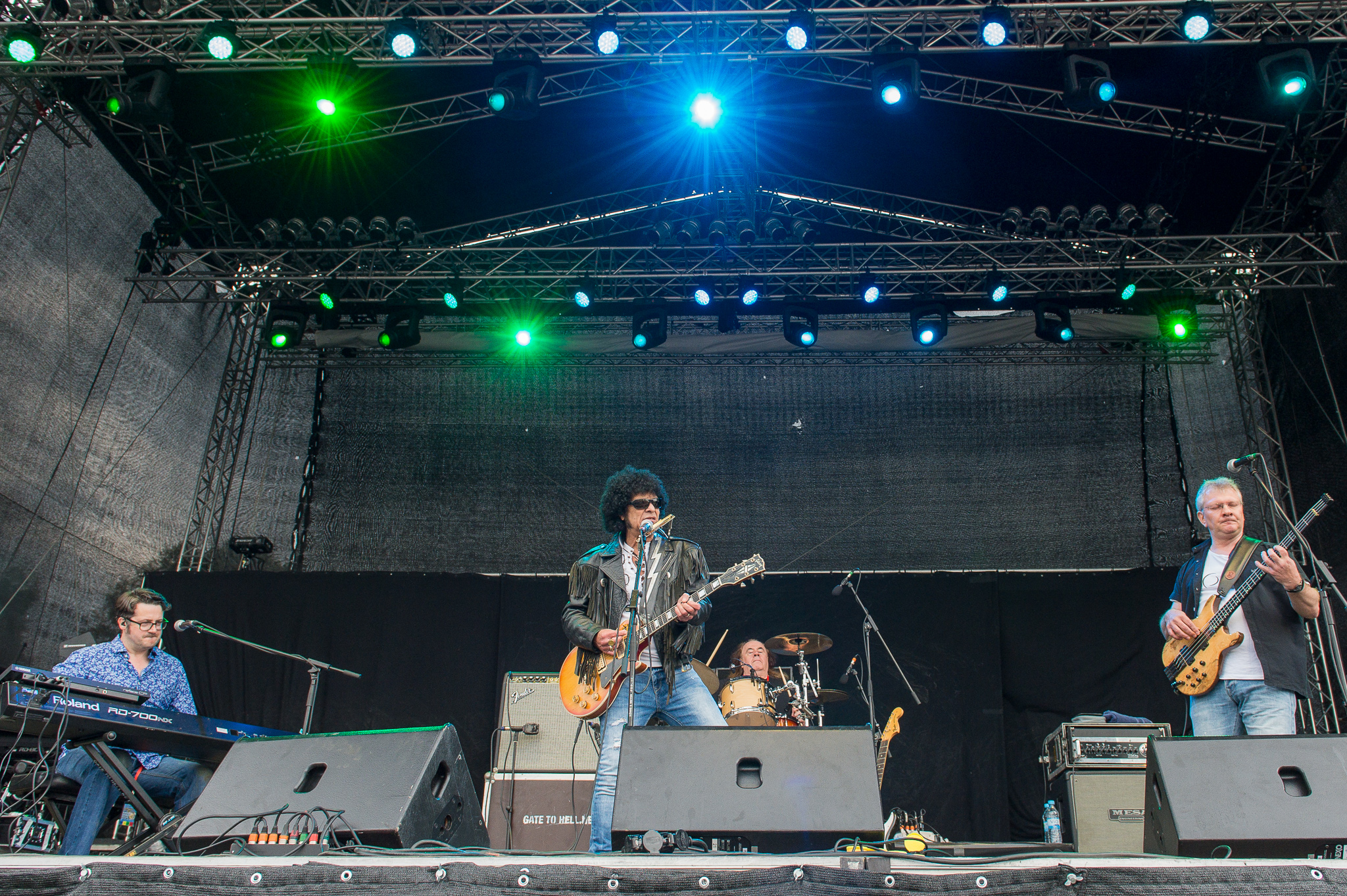
Mungo Jerry (2016)

Mungo Jerry is een Engelse popgroep, die vooral begin jaren 70 succes had. Hierna zijn ze nog jaren actief geweest, met een steeds veranderende bezetting, maar met Ray Dorset altijd als voorman. Ze zijn vooral bekend door hun hits "In the Summertime", "Lady Rose" en "Alright, alright, alright", dat een bewerking is van "Et moi, et moi, et moi" van de Franse zanger Jacques Dutronc.

## Originele bezetting
- Zanger-songwriter, gitaar: Ray Dorset (°21 maart 1946)
- Keyboard: Colin Earl (°6 mei 1942)
- Achtergrondzang, banjo en gitaar: Paul King (°9 januari 1948)
- Bassist: Mike Cole (°19 maart 1943)
- Percussie: Joe Rush (°december 1940)

## Discografie

### Albums
- Mungo Jerry - 1970
- Electronically Tested - 1971
- You Don't Have to Be in the Army - 1971
- Boot Power - 1972
- Long Legged Woman Dressed In Black - 1974
- Impala Saga - 1975
- Ray Dorset & Mungo Jerry - 1977
- Lovin' In The Alleys And Fightin' In The Streets - 1977
- Six A Side - 1979
- Together Again - 1981
- Boogie Up - 1982
- Katmandu - A Case for the Blues - 1984
- All the hits plus more - 1987
- Snakebite - 1991
- Old Shoes New Jeans - 1997
- Candy Dreams - 2001
- Move on - The latest and the greatest - 2002
- Adults only - 2003
- Naked from the Heart (2007)
- When She Comes She Runs All Over Me (2007)
- Cool Jesus (2011)
- Kicking Back (2015)
- Xstreme (2019)
- Touch The Sky (2019)
- Somelight (2022)

### Singles
- In the Summertime - 1970
- Maggie - 1970
- Baby Jump - 1971
- Somebody Stole My Wife - 1971
- Lady Rose - 1971
- You Don't Have To Be in the Army - 1971
- Alright, Alright, Alright - 1973
- Long legged woman dressed in black - 1974

## Hitlijsten

### Singles
| Single met eventuele hitnotering(en) in de Nederlandse Top 40 | Datum van verschijnen | Datum van binnenkomst | Hoogste positie | Aantal weken | Opmerkingen                 |
| ------------------------------------------------------------- | --------------------- | --------------------- | --------------- | ------------ | --------------------------- |
| In the summertime                                             | 1970                  | 01-08-1970            | 1(3wk)          | 10           | Nr. 1 in de Single Top 100  |
| Maggie                                                        | 1970                  | 17-10-1970            | 14              | 5            | Nr. 12 in de Single Top 100 |
| Somebody stole my wife                                        | 1971                  | 19-06-1971            | 31              | 3            | Nr. 29 in de Single Top 100 |
| Lady rose                                                     | 1971                  | 31-07-1971            | 36              | 3            |                             |
| Alright, alright, alright                                     | 1973                  | 28-07-1973            | 6               | 8            | Nr. 2 in de Single Top 100  |

### NPO Radio 2 Top 2000
| Nummer met noteringen in de NPO Radio 2 Top 2000 | '99  | '00  | '01 | '02  | '03  | '04  | '05  | '06  | '07 | '08  |
| ------------------------------------------------ | ---- | ---- | --- | ---- | ---- | ---- | ---- | ---- | --- | ---- |
| In the Summertime                                | 1450 | 1382 | -   | 1454 | 1272 | 1765 | 1943 | 1784 | -   | 1905 |

1. ↑  Een '-' betekent dat het nummer niet was genoteerd en een vetgedrukt getal geeft de hoogste notering aan.
2. ↑  Deze tabel is bijgewerkt tot en met de laatste editie (2024).